# Nando Motta
Nando Motta é um cantor, ator, ilustrador e chargista brasileiro.

## Biografia
Nando Motta começou sua carreira de cantor, compositor e instrumentista em 1997. Participou de algumas bandas e fez shows no Brasil e no exterior, mas seu maior destaque na área foi a participação na segunda temporada do programa de TV The Voice Brasil, em 2013. No mesmo período também trabalhou como ator, tendo participado de algumas montagens teatrais, como O Homem de la Mancha e Rio Mais Brasil, entre outras.
Em 2017, Nando se casou com a cantora Jullie, que conhecera durante o The Voice Brasil. Eles haviam se reencontrado em 2016, três anos após o fim do programa, e começaram um relacionamento, tendo inclusive criado nesta época o show "Duamô", no qual se apresentavam juntos com músicas de suas carreiras solo e novas composições feitas em conjunto.
Embora já tivesse feito alguns trabalhos de ilustração anteriormente, foi apenas em 2018 que Nando começou a trabalhar efetivamente como chargista. Seus primeiros trabalhos foram apresentados no portal jornalístico Brasil 247, onde passou a publicar regularmente suas charges, que têm foco principalmente em questões políticas e sociais.
Em 2021, o empresário Luciano Hang processou Nando por causa de uma charge em que personagens de filme de terror o chamam de monstro devido às alegações de que Hang fraudara a causa da morte da mãe, que havia sido internada com Covid-19 em um hospital da Prevent Senior, empresa acusada de usar remédios comprovadamente ineficazes no tratamento da doença. O processo motivou um movimento semelhante ao da Charge Continuada, no qual, no ano anterior, diversos chargistas (incluindo Nando) reproduziram uma charge de Renato Aroeira que fora alvo de um pedido de abertura de inquérito por associar o presidente Jair Bolsonaro ao nazismo. Iniciado pelo próprio Aroeira, vários artistas passaram a divulgar suas versões da charge de Nando com a hashtag #somostodosnandomotta.
Em 2022, a editora Quadriculando lançou o livro Desenhos do Nando, reunindo quase 100 charges do artista. A obra tem prefácio da jornalista Gisele Federicce, posfácio de Miguel Paiva e texto das orelhas de Renato Aroeira. O livro foi viabilizado por financiamento coletivo pela plataforma Catarse.
Desde 2020 é chargista do portal Brasil 247.

## Prêmios
Em 2020, Nando Motta ganhou o Prêmio Vladimir Herzog na categoria "Prêmio Destaque Vladimir Herzog Continuado" ao lado de outros 109 cartunistas que participaram do movimento "Charge Continuada", que consistiu na recriação por centenas de artistas de uma charge de Renato Aroeira que fora alvo de um pedido de investigação pelo governo brasileiro por associar o presidente Jair Bolsonaro com o nazismo. Em 2022, também ganhou o Prêmio Angelo Agostini de melhor cartunista, chargista ou caricaturista.